# آیا برآ
آیا برآ (به انگلیسی: Aya Brea) یک شخصیت خیالی و قهرمان اصلی از رمان پارازیت ایو است که در مجموعه بازی‌های ویدئویی سورویوال هارور و نقش‌آفرینی اکشن پارازیت ایو از شرکت اسکوئر انیکس (اسکوئر سابق) حضور دارد. آیا در هر سه نسخه بازی نقش شخصیت اصلی بازی را ایفا می‌کند. شخصیت آیا برآ توسط تهیه‌کننده بازی پارازیت ایو هیرونوبو ساکاگوچی خلق شده و به‌وسیلهٔ تتسویا نومورا، پس از اینکه طراح اولیه موفق به تحقق و درک دید ساکاگوچی نسبت به شخصیت آیا نشد، طراحی شده‌است.

## تاریخچه
آیا برآ در ۲۰ نوامبر ۱۹۷۲ در بوستون، ماساچوست به دنیا آمد. او مانند هر کودک دیگری تا سن پنج سالگی زندگی معمولی را پشت سر گذاشت. خانواده او شامل پدر و مادرش و خواهری به نام مایا بود. او زندگی خانوادگی خوبی نیز داشت. تا اینکه در روزی شوم در دسامبر ۱۹۷۷ ثابت شد بیست سال بعد زندگی آیا دچار تغییراتی خواهد شد. هنگامی که ماریکو برآ، مادر آیا پشت فرمان در حال رانندگی بود، بر اثر یک حمله قلبی دچار سانحه رانندگی شدند. آیا مادر و خواهر خود را در این تصادف از دست داد و خود او نیز به سختی جان سالم به در برد. از بدو تولد چشم راست آیا به درستی کار نمی‌کرد. به سبب اینکه مایا می‌توانست بعد از مرگ اعضای خود را اهدا کند، بعد از تصادف قرنیه چشم راست او را جایگزین آیا کردند. در همان شب تصادف، شخص دیگری نیز احتیاج به پیوند اعضا داشت و پیوند عضو خود را از همین اهداکننده گرفت. کلیه مایا برآ به دختر جوانی به نام ملیسا پیرس پیوند زده شد. نکته‌ای که هیچ‌کس فکرش را نمی‌کرد این بود که این عمل باعث رخ دادن حادثه‌ای در نیویورک در دهه‌های بعدی خواهد شد.
آیا به‌طور کلی توسط پدرش که یک روزنامه‌نگار بود، بزرگ شده بود. به همین سبب رفتاری پسرانه، سرسخت و لجوج داشت و تلاش می‌کرد یک پلیس شود. هیچ وقت مشخص نشد که پدر آیا زنده یا مرده‌است، اما احتمالاً زنده است و ممکن است هنوز در بوستون زندگی می‌کند. آیا فقط خاطرات مرتبط با پدرش که او را بزرگ کرده دوست دارد، چون او تنها فامیلی است که برای او باقی مانده. زمانی که آیا تصمیم گرفت یک افسر پلیس شود، تلاش کرد تا وارد دانشگاهی در ویرجینیا بشود تا بتواند در آنجا جرم‌شناسی و پارتوک را در برنامه ROTC تحصیل کند.
در بیست و چهار سالگی، آیا به عنوان کاراگاه در هفدهمین حوزه ان‌وای‌پی‌دی استخدام شد، و در آنجا با شخصی به نام دنیل بو دولیسهمکار شد. آن‌ها به سرعت تبدیل به تیم پدر و دختری شدند و دنیل به مانند پدری برای همکار خود تبدیل شده بود. آیا با همکاران خود روابط خوبی داشت به‌طوری‌که به نظر می‌رسید از بیشتر مسائل شخصی یکدیگر باخبر هستند. با اینکه او هنوز تازه‌کار بود، اما به صورت ذاتی دارای غریزه پلیسی بود. این مسئله در شب کریسمس سال ۱۹۹۷ ثابت شد وقتی که آیا وسوسه شد به اپرایی در تالار کارنگی که چشمش را در روزنامه گرفته بود، برود. اما این بیشتر به یک دعوتنامه شباهت داشت که او را آن شب به تالار اپرا کشاند، و هنرپیشه اصلی به یکباره تغییر شکل پیدا کرد و بر تمام تماشاگران و چیزهای درون سالن اپرا آتش برافروخت. خواننده اپرا خود را با نام ملیسا پیرس معرفی نکرد، بلکه نام خود را «ایو» خواند. آیا تنها بازمانده این قتل‌عام بود، او مصمم شد تا ایو را تعقیب کند و برای همیشه به فلاکتی که به بارآورده خاتمه دهد. اما این تازه اول راه آیا برای حل پرونده ملیسا بود، و اینکه به رابطه خود و ملیسا که هردو به خواهر مرده آیا مربوط می‌شدند، پی ببرد.
این‌طور که معلوم بود بخشی از ارتباط آیا به میتوکندری ایو که اولین زن بود، مربوط می‌شد. در حالی که میتوکندری ایو زنی در آفریقا بود، اولین ایو به مکانی در ژاپن حمله کرده بود؛ اما قبل از اینکه بتواند نقشه خود را عملی سازد، او را کشتند. هدف او زاییدن «موجودات نهایی» بود که آن نیز با شکست مواجه شد، هنگامی که بچه در دستان پدرش جان سپرد. دومین ایو که وجود ملیسا پیرس را تصرف کرده قصد تمام کردن کاری که خواهر قبلی خود در منهتن، نیویورک شروع کرده، را داشت.
ظهور دومین ایو بسیار عظیم‌تر بود، به‌طوری‌که منجر به خسارات بیشتری نسبت به تالار کارنگی شد. تلفات ناشی از این حمله باعث تخلیه کردن شهر شد، و فقط اداره پلیس و ارتش وظیفه فرونشاندن این ترس و اضطراب را به عهده داشتند. اما تنها کسی که توانایی نزدیک شدن به ایو بدون اینکه بلافاصله کشته نشود را داشت، آیا بود. به کمک دنیئل و دانشمندی ژاپنی به نام کونیهیکو مائدا، جلوگیری از مقصود ایو که نابودسازی بشریت بود را برای آیا امکان‌پذیر می‌ساخت.
در اینجا داستان چندین احتمال وجود دارد: اولین سناریو بدینگونه است که آیا به ارتش آمریکا برای حمله به ایو قبل از اینکه بتواند موجودات نهایی را به دنیا آورد، کمک می‌کند. بعد از مبارزه او با ایو در جزیره آزادی، آیا پیروز می‌شود. اما قبل از اینکه بتوانند پیروزی را جشن بگیرند، موجودات نهایی از اقیانوس سر درآورده و نیروی عظیمی را آزاد می‌کنند که باعث انهدام چندین کشتی نیروی دریایی می‌شود. آن‌ها قادر به مقاومت در برابر چنین موج عظیمی از انرژی را نداشتند در این هنگام بود که ارتش عقب‌نشینی کرد و آیا برآ دوباره برای نجات نسل بشر تنها ماند. بعد از اینکه هیچ‌یک از راه کارها به نتیجه نرسید، آیا برای شکست موجودات نهایی فکری به ذهنش رسید. منفجر کردن همه چیز.
به هر صورت که بود آیا توانست از عرشه کشتی به آب بپرد و خود را به خشکی برساند جایی که توانست به مائدا و دنیل ملحق شود. بعد از این ماجرا، به دلایلی، هر سه آن‌ها به همراه پسر هشت ساله دنیل که بن نام داشت، به تالار کارنگی می‌رفتند. اما همه چیز به خوبی پیش نرفت و در وسط اجرا به یکباره میتوکندری آیا دوباره شروع به فعالیت کرد. در اینجا سناریو اول به پایان می‌رسد. در شبی که میتوکندری آیا شروع به فعالیت کرد، بعد از اینکه دومین ایو به او هشدار داده بود که هر چه بیشتر از نیروی خود استفاده کند، بیشتر به ایو شباهت پیدا می‌کند.
در دومین سناریو، در هنگام وقایع اتفاق افتاده در نیویورک، به جای فرستادن آیا پیش دومین ایو، دستور رفتن به برج کرایسلر را دادند. به محض بالارفتن از برج متوجه شد ملیسا فقط نقش یک طعمه را بازی می‌کرده و میتوکندری ایو حقیقی کسی نبود جز خواهر او مایا برآ، بدن او از وقتی که جانش را در تصادف از دست داده، پیر نشده بود. آیا مجبور شد با خواهر خود و میتوکندری که وجود او را تسخیر کرده مبارزه کند، که نتیجه آن، مبارزه درونی میان دو نیرویی بود که داخل یک بدن وجود داشتند.
آیا بیشتر قدرت میتوکندری خود را در حین مبارزه، در قبال پارازیت انرژی جدیدی از دست داده بود. او در ابتدا تصور می‌کرد تمام قدرت خود را از دست داده، اما متوجه شد هنوز قادر به تولید نیروهایی از قبیل آتش، ترمیم کردن زخم‌های خود در زمان کوتاه و غیره است. درست در زمانی که فکر می‌کرد دومین ایو سرنگون شده، موجوداتی که توسط قدرت تکاملی میتوکندری خودشان پدیدار شدند به سمت غرب در حال حرکت بودند.
در دومین سری از این بازی، بعد از رخدادهای به وجود آمده در نیویورک، آیا از نیروی پلیس استعفا داد و به دنبال شکار موجوداتی که بعد از حوادث ایو باقی‌مانده بودند رفت. او توسط سازمان میست استخدام شد. سازمان ویژه‌ای که مقر آن در لس‌آنجلس بود و کار آن‌ها شکار موجودات باقی‌مانده بود. مأموران میست برای اینکه در اجتماع بتوانند کارهای خود را راحتتر پیش ببرند، خود را به عنوان مأمورین اف‌بی‌آی که متخصص در قتل‌های زنجیره‌ای و پرونده‌های مشابه معرفی می‌کردند. آن‌ها همچنین به هیولاهای بعد از وقایع رخ داده در نیویورک که به آن‌ها ان‌ام‌سی می‌گویند، نیز رسیدگی می‌کردند. میست از دوازده مأمور تشکیل شده بود، که شامل شکارچیان ان‌ام‌سی و مأمورین مخفی بود. آیا اغلب با روپرت برودریک یک شکارچی، پیرس کارادین مأمور جاسوسی و جودی بوکت یک متخصص سلاح کار می‌کرد.
در سپتامبر سال ۲۰۰۰، به آیا دستور تحقیق و رسیدگی به یک حملهٔ تروریستانه در برج آکروپلیس را دادند. آیا و روپرت برودریک در آنجا گونهٔ جدیدی از ان‌ام‌سی را کشف کردند که می‌توانست شکل انسان به خود بگیرد. آن‌ها در آنجا با گالم شماره ۹ روبرو شدند، یک مرد مرموز که به نظر می‌رسید بمب‌گذاری برج آکروپلیس نیز کار او بود، در پایان این قسمت بعد از مبارزه با گالم، او پا به فرار گذاشت و به پشت بام برج دیگری پرید، آیا و روپرت نیز به سختی خود را بعد از انفجار آخرین بمب از برج آکروپلیس نجات می‌دهند.
به دلیل زخمی شدن روپرت توسط گالم، اریک بلدوین ناظر سرپرست سازمان میست، آیا را برای تحقیق دربارهٔ قطع عضو شدن احشام در شهری کوچک به نام درایفیلد، در نوادا می‌فرستد. شهری که تقریباً متروک شده بود و فقط یک بازمانده به نام گری داگلاس در آنجا زندگی می‌کرد. داگلاس اطلاعات مفیدی داشت و همچنین دارای مغازهٔ اسلحه فروشی نیز بود.

## ظاهر آیا برآ
با بودن یک آسیایی، اروپایی، آیا هم به مادر ژاپنی و هم به پدر آمریکایی خود شباهت داشت، با داشتن چشمان کشیده و صورتی آسیایی، از طرف دیگر دارای چشمانی آبی و موهای بلوند بود.
ویژگی دیگری که حائز اهمیت است ظاهر آیا است، که به سن او نمی‌خورد. در حالی که ۳۶ سال سن دارد، اما از روزی که میتوکندری او در بیست و پنج سالگی فعال شد جوان به نظر می‌رسد. به نظر می‌رسد از آن روز دیگر سن او بالا نرفته و احتمال این بسیار زیاد است که به خاطر ژن فعال شده‌اش، سن او نامحدود گشته‌است.

## استقبال و تأثیرات فرهنگی
معرفی این شخصیت در نسخه اصلی پارازایت ایو منجر به ادامه روندی در دهه ۱۹۹۰ شد که در آن بازی‌های ویدئویی متعددی با محوریت شخصیت‌های زن نیرومند مورد توجه بازیکنان قرار گرفتند، که تا حدی عامل افزایش تعداد زنانی بود که معمولاً به تجربه بازی‌های ویدئویی می‌پردازند. موهای بلوند آیا و مبارزه او با موجودات ماوراء طبیعی توسط کارکنان گیمزریدار به عنوان منبع الهام بخش کارگردان آمریکایی جی جی آبرامز برای خلق شخصیت اولیویا دانهام در سریال تلویزیونی فرینج پیشنهاد شد. در یک مطالعه تجربی که در کشور ترکیه و مرتبط با استقبال بازیکنان از عناصر بصری شخصیت‌های بازی‌های ویدئویی صورت گرفت، از پاسخ‌دهندگان درخواست شد تا کاراکتری را بر اساس شخصیت و ویژگی‌های خود انتخاب کنند. طبق نظرسنجی، آیا برآ در جایگاه چهارم و بالاتر از جیل ولنتاین و پشت سر بلک ویدو، لارا کرافت و هارلی کوئین در میان مجموعه‌ای از شخصیت‌های برجسته زن قرار گرفت.
نقش و عملکرد آیا به عنوان یک شخصیت قابل بازی موضوع بحث نشریات دانشگاهی بوده‌است. کریس آلتون در این رابطه مشاهده کرد که از آنجایی که بازی‌های ویدئویی با حضور آیا از منظر سوم شخص انجام می‌شوند، از نظر بصری این واقعیت را تقویت می‌کند که بازیکن اعمال او را کنترل می‌کند و در عین حال به‌طور واضح از او جدا است. در این مورد ترکیبی از بازیکن و شخصیت بازیکن به دلیل یکپارچگی عمل وجود دارد که ورود بازیکن را به دنیای بازی پارازایت ایو و بازآفرینی آن از مکان‌های دنیای واقعی در شهر نیویورک تسهیل می‌کند، که ترکیب و عناصر تخیلی را با مقدار قابل توجهی از اطلاعات واقعی دنیای واقعی آشتی می‌دهد، و جزئیات داستانی فوق‌الذکر را «به همان شکلی که بازیکن هم آیا برآ است و هم نیست» قابل قبول می‌کند و به ایجاد حالت غوطه ور شدن در فضای بازی کمک می‌کند.

## نماد جنسی

طراحی شخصیت آیا و مکانیک لباس‌های تخریب پذیر او در تولد سوم به دلیل شهوت نگاری بی‌دلیل مورد انتقاد قرار گرفته‌است.

ظاهر و تمایلات جنسی آیا در طول کمپین بازاریابی تولد سوم و پس از انتشار آن به کانون بحث تبدیل شد و منابع متعددی مانند دستراکتید، اف اچ ام، تایم گایدز و کمپلکس مقالاتی در این باره منتشر کردند که به طراحی مجدد و تصویر جنسی بیشتر او را در مقایسه با حضورهای قبلی اشاره داشت و در مورد ویژگی‌های جذاب فیزیکی شخصیت او صحبت می‌کرد.
مجله بازی لهستانی PSX Extreme در سال ۲۰۱۲ عنوان «بانوی بازی‌های ویدئویی» را به آیا اعطا کرد.
صحنه حمام کردن آیا در تولد سوم که در ابتدا برای گنجاندن آن برنامه ای وجود نداشت، به دلیل ماهیت سرویس هوادارانش نیز مورد توجه قرار گرفت. بنابر گفته منتقدان قرار دادن این صحنه در بازی نتیجه پاسخ مثبت توسعه دهندگان به درخواست طرفداران بود. کنراد زیمرمن از دستراکتید این صحنه را به سخره گرفت و اظهار داشت که فشار از طرف جامعه وبلاگ نویسی اینترنتی در ژاپن وارد شده‌است، در حالی که لوگان وستبروک از اسکیپیست هدف از قرار دادن این صحنه را تشویق علاقه مندان به عشق شهوانی بزرگسالان دانست، بر این اساس که بازی در ژاپن در یک گروه رتبه‌بندی سخت گیرانه تر قرار گرفته‌است.

## آیا در رسانه‌های دیگر
آیا به عنوان مسابقه دهنده مخفی در بازی مسابقه چوکوبو حضور دارد. بازیباز می‌تواند آیا را با هفت بار تمام کردن داستان بازی آزاد کند، و او را می‌توان با نگه داشتن کلیدهای L۱ و L۲ بر روی شخصیت اسکوآل (شخصیت اصلی در فاینال فانتزی ۸) انتخاب نمود. در بازی آیا سرعت معمولی به همراه کنترلی بسیار خوب دارد و خودروی او یک ماشین پلیس است. آیا قادر به استفاده از شمشیر تفنگی اسکوآل از فاینال فانتزی ۸ در پارازیت ایو ۲ است.
سومین لباس لایتنینگ در بازی دیسیدیا ۰۱۲ فاینال فانتزی از روی لباس تولد سوم آیا گرفته شده‌است. لایتنینگ همچنین توسط مایا ساکاموتو صداپیشه ژاپنی آیا در تولد سوم صداگذاری شده‌است. آیا در بازی فاینال فانتزی کارت بازرگانی به عنوان یکی از کارت‌های کلیدی بازی نقش دارد.

## معادل‌های انگلیسی
1. ↑  Reserve Officers’ Training Corps
2. ↑  Daniel “Bo” Dollis
3. ↑  ultimate being
4. ↑  Kunihiko Maeda
5. ↑  Mitochondrion Investigation and Suppression Team
6. ↑  Neo Mitochondrial Creatures
7. ↑  Rupert Broderick
8. ↑  Pierce Carradine
9. ↑  Jodie Bouquet
10. ↑  Golem No. 9
11. ↑  Eric Baldwin
12. ↑  Gary Douglas